# Tilde Harkamp
Tilde Therese Harkamp (født 12. november 1969 på Frederiksberg) er en dansk filminstruktør.
Harkamp har en bachelor i kommunikation foruden en i sprog og økonomi. Hun er derudover uddannet fra filmuddannelsen Super16.

## Filmografi

### Spillefilm
- Iqbal & den hemmelige opskrift (2015)
- Jagtsæson (2019)

### Kortfilm
- Efterladt (2001)

### Tv-serier
- 2900 Happiness (2007)
- Isas Stepz (2008)
- Lærkevej (2009)
- Friheden (2018)

### Julekalendere
- Ludvig & Julemanden (2011)
- Tvillingerne og Julemanden (2013)
- Den Anden verden (2016)